# ایالت کبی
ایالت کبی (به لاتین: Kebbi) یک ایالت در نیجریه است که ۳۶٬۸۰۰ کیلومترمربع مساحت و ۲٬۰۶۲٬۲۲۶ نفر جمعیت دارد.